# 施瓦茨科格爾山

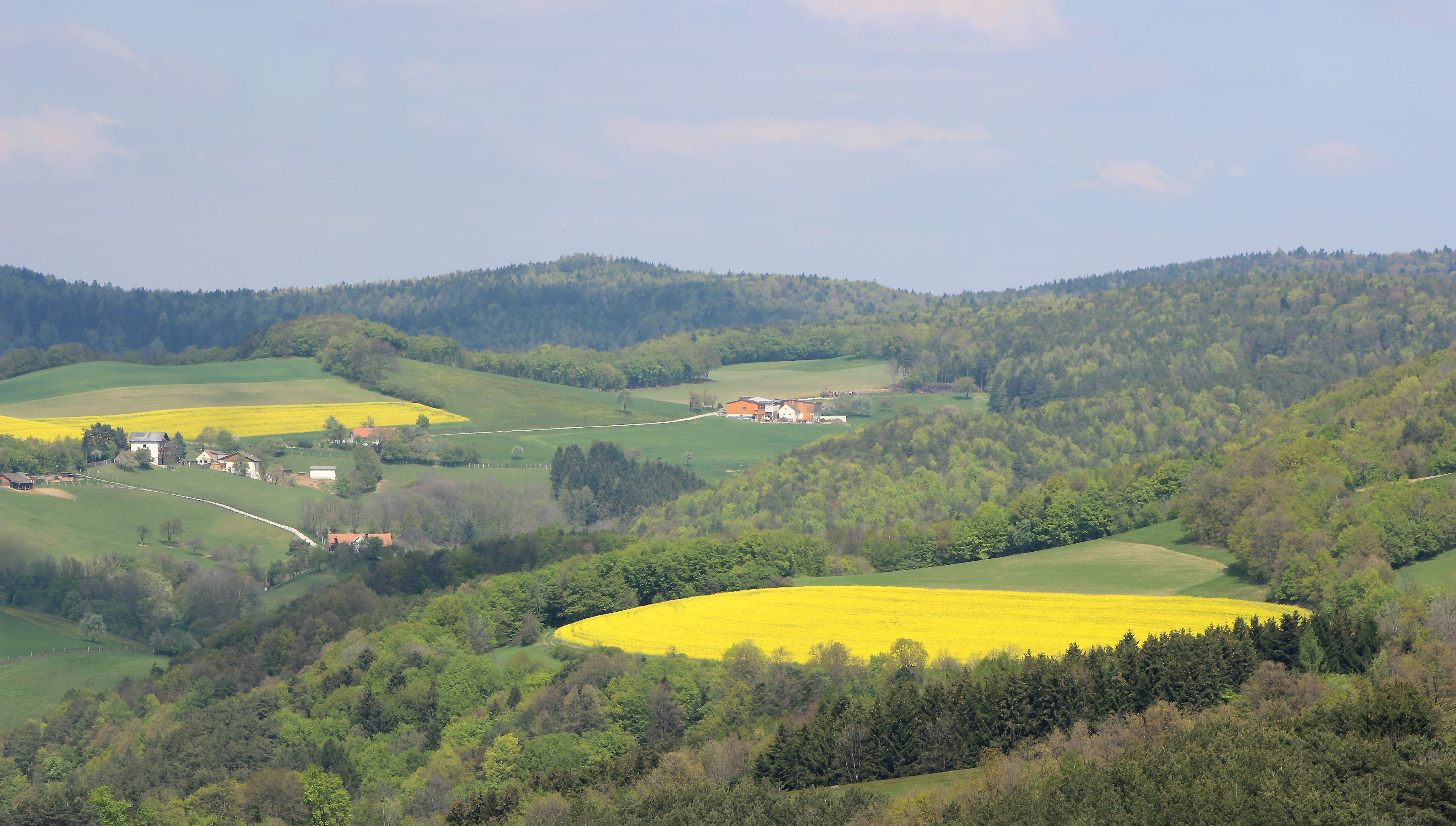

47°40′49″N 16°20′32″E / 47.68028°N 16.34222°E
施瓦茨科格爾山（德語：Schwarzkogel），是奧地利的山峰，位於該國東部，由布爾根蘭州負責管轄，屬於羅薩利亞山的一部分，距離格賴姆科格爾山0.8公里，海拔高度673米。